# Potemnemus wolfi
Potemnemus wolfi är en skalbaggsart som beskrevs av Berchmans 1925. Potemnemus wolfi ingår i släktet Potemnemus och familjen långhorningar. Inga underarter finns listade i Catalogue of Life.